# TLC (телеканал)
TLC [ˈtiː ˈel ˈsiː] — развлекательный телевизионный канал семейства Discovery, адресованный женской аудитории. В России начал своё вещание 14 января 2011 года вместо телеканала «Discovery Travel & Living».
Представляет развлекательные программы о реальной жизни, посвященные семье, воспитанию детей, свадьбам, красоте, здоровью, моде, кулинарии, реалити про необычные судьбы, экстремальную медицину, отношения на расстоянии и другим темам, которые близки современным женщинам. Ключевая аудитория — женщины в возрасте от 25 до 49 лет.

## Название канала
Аббревиатура TLC изначально расшифровывалась как The Learning Channel (с англ. — «Образовательный канал»), что в прошлом соответствовало позиционированию. Впоследствии концепция была полностью изменена, и полное название уже ей не отвечало. В итоге канал сохранил аббревиатуру в качестве названия, однако его расшифровка не подразумевается — в настоящее время неверно интерпретировать «TLC» как «The Learning Channel». Это дистанцирование официально было проведено в 1998 году.
После ребрендинга канала Discovery Travel & Living аббревиатура TLC обрела новую расшифровку — «Travel and living channel», что соответствовало концепции канала.

## История канала
Предшественником TLC стал основанный в США в 1972 году образовательный канал. Его программы были посвящены научной тематике и касались вопросов истории, естествознания, медицины, техники и подобных тем. Название The Learning Channel появилось в 1980 году, впоследствии оно было сокращено до TLC. В то время канал был конкурентом Discovery Channel: каналы затрагивали сходные темы, однако стиль The Learning Channel был более академичным.
К началу 1990 годов канал входил в сеть Financial Network News (FNN), однако после её последнего банкротства был выкуплен Discovery.
К 2000 году рейтинги The Learning Channel заметно упали, и по результатам проведённого исследования было решено отказаться от образовательных программ в пользу реалити-шоу. Продолжая развиваться в этом направлении, TLC несколько раз менял свой имидж — так, рестайлинг проводился в 2006 и 2008 годах.
Стратегия оказалась успешной — в 2009 году в США телеканал TLC добился самых высоких рейтингов за пять лет, показав 13%-е увеличение ключевой женской аудитории и став восьмым по популярности у женщин 25-54 лет в США.
16 мая 2016 года телеканал сменил логотип и графическое оформление.

## Международное вещание
В 2011 году TLC начал своё международное вещание: уже в первом полугодии он был представлен на 75 рынках и охватывал более 100 миллионов домохозяйств.
В США TLC входит в Топ-10 неэфирных женских каналов, а в Польше, спустя всего пять месяцев после запуска, он обошёл по охвату своих основных конкурентов. С 1 сентября 2011 по август 2013 года русскоязычная версия канала была доступна также на Украине. Однако в августе её заменила локализованная версия на украинском языке.

### TLC в России
В России TLC был запущен 14 января 2011 года, в апреле того же года появился официальный русскоязычный сайт телеканала.
В 2011 году на TLC вышла программа «Дочки vs Матери», которая стала первым шоу российского производства, показанным на одном из каналов семейства Discovery. Ведущими программы стали Алла Довлатова и Александр Рогов. В апреле 2011 года канал вёл прямую трансляцию с церемонии бракосочетания принца Уильяма Уэльского и Кэтрин Миддлтон, которую для российских зрителей комментировали телеведущие Антон Комолов и Ольга Шелест. Ирена Понарошку, Мария Кожевникова и Алла Довлатова снялись в проморолике в поддержку цикла передач «У всех свои причуды», который вышел на экраны в сентябре 2011 года.
В 2013 году была запущена HD-версия канала TLC HD. С 2015 года распространением и развитием канала в России занималась компания «Медиа Альянс» — совместное предприятие глобальной компании Discovery, Inc. и «Национальной Медиа Группы».
В 2013—2016 и 2018—2019 годах канал удостаивался премий «Золотой луч» в различных номинациях.
В начале марта 2022 года прекратил вещание в России на фоне вторжения России на Украину.

## Передачи канала
| - 7 маленьких Джонсонов - Адские гостиницы - Аномалии тела - Битва невест - Битвы за недвижимость (Невада) - Бостон: истории из больницы - Виза невесты. Виза жениха - В плену ненужных вещей - Диагноз — врожденная шизофрения (с 2012) - Дивы в деле - Джон, Кейт и восемь детей (позже — Кейт и восемь детей) - Доктор Прыщик - Дом мечты - Дом с подвохом (Техас) - Дом у моря (Карибы, Восточное побережье США и Мексика) - Дочки VS Матери (первое российское шоу производства Discovery) - Жить непросто людям маленького роста! - Запредельные торты - Виза невесты, виза жениха - Заработай свой обед - Захламлённый дом - Идеальное предложение - Истории дизайна - Королевская свадьба - Король кондитеров - Коронованные детки | - КупоноМания - Лишняя кожа - Лос-Анджелесские чернила - Лучший шеф повар Америки - Майамские чернила - Медиум с Лонг-Айленда - Меня зовут Джаз - Монстры внутри меня - Моя полная жизнь - Не говорите невесте - Неизвестные недуги - Оденься к свадьбе - Охотники за недвижимостью. Международная недвижимость. - Помешанные на чистоте - Пять с плюсом - Родители-подростки - Семья весом в тонну - Скорая помощь 24 часа - Скорая помощь: Удивительные истории - Странная любовь - Странный секс - Стань на 10 лет моложе - Шесть младенцев в доме - Это лучше не носить - Я вешу 300 кг - Я не знала, что беременна - Я стесняюсь своего тела |